# Nazionale maschile under 20 di calcio dell'Argentina
La Nazionale di calcio dell'Argentina Under-20 è la rappresentativa calcistica dell'Argentina composta da giocatori Under-20 ed è affiliata alla CONMEBOL.
Nella sua storia ha conquistato 6 campionati mondiali di categoria (record) e 5 campionati sudamericani di categoria.

## Partecipazioni e piazzamenti a competizioni internazionali

### Mondiale Under-20
| Anno   | Piazzamento      | G               | V               | N*              | P               | GF              | GS              |
| ------ | ---------------- | --------------- | --------------- | --------------- | --------------- | --------------- | --------------- |
| 1977   | Non qualificata  | Non qualificata | Non qualificata | Non qualificata | Non qualificata | Non qualificata | Non qualificata |
| 1979   | Campione         | 6               | 6               | 0               | 0               | 20              | 2               |
| 1981   | Primo turno      | 3               | 1               | 1               | 1               | 3               | 3               |
| 1983   | Secondo posto    | 6               | 5               | 0               | 1               | 13              | 2               |
| 1985   | Non qualificata  | Non qualificata | Non qualificata | Non qualificata | Non qualificata | Non qualificata | Non qualificata |
| 1987   | Non qualificata  | Non qualificata | Non qualificata | Non qualificata | Non qualificata | Non qualificata | Non qualificata |
| 1989   | Quarti di finale | 4               | 1               | 0               | 3               | 3               | 4               |
| 1991   | Primo turno      | 3               | 0               | 1               | 2               | 2               | 6               |
| 1993   | Non qualificata  | Non qualificata | Non qualificata | Non qualificata | Non qualificata | Non qualificata | Non qualificata |
| 1995   | Campione         | 6               | 5               | 0               | 1               | 12              | 3               |
| 1997   | Campione         | 7               | 6               | 0               | 1               | 15              | 7               |
| 1999   | Ottavi di finale | 4               | 1               | 1               | 2               | 2               | 5               |
| 2001   | Campione         | 7               | 7               | 0               | 0               | 27              | 4               |
| 2003   | Quarto posto     | 7               | 5               | 0               | 2               | 12              | 8               |
| 2005   | Campione         | 7               | 6               | 0               | 1               | 12              | 5               |
| 2007   | Campione         | 7               | 6               | 1               | 0               | 16              | 2               |
| 2009   | Non qualificata  | Non qualificata | Non qualificata | Non qualificata | Non qualificata | Non qualificata | Non qualificata |
| 2011   | Quarti di finale | 5               | 3               | 2               | 0               | 6               | 1               |
| 2013   | Non qualificata  | Non qualificata | Non qualificata | Non qualificata | Non qualificata | Non qualificata | Non qualificata |
| 2015   | Primo turno      | 3               | 0               | 2               | 1               | 4               | 5               |
| 2017   | Primo turno      | 3               | 1               | 0               | 2               | 6               | 5               |
| 2019   | Ottavi di finale | 4               | 2               | 1               | 1               | 10              | 6               |
| 2023   | Ottavi di finale | 4               | 3               | 0               | 1               | 10              | 3               |
| Totale | 17/23            | 86              | 58              | 9               | 19              | 173             | 71              |

* I pareggi includono anche le partite finite ai calci di rigore

### Sudamericano Under-20
| Anno   | Piazzamento      | G                | V                | N*               | P                | GF               | GS               |
| ------ | ---------------- | ---------------- | ---------------- | ---------------- | ---------------- | ---------------- | ---------------- |
| 1954   | Non partecipante | Non partecipante | Non partecipante | Non partecipante | Non partecipante | Non partecipante | Non partecipante |
| 1958   | Secondo posto    | 5                | 2                | 2                | 1                | 16               | 10               |
| 1964   | Fase a gironi    | 6                | 1                | 2                | 3                | 4                | 5                |
| 1967   | Campione         | 6                | 2                | 3                | 1                | 9                | 7                |
| 1971   | Terzo posto      | 5                | 3                | 0                | 2                | 7                | 3                |
| 1974   | Quarto posto     | 5                | 1                | 2                | 2                | 3                | 5                |
| 1975   | Terzo posto      | 5                | 2                | 2                | 1                | 7                | 6                |
| 1977   | Fase a gironi    | 4                | 0                | 2                | 2                | 3                | 5                |
| 1979   | Secondo posto    | 6                | 3                | 2                | 1                | 10               | 1                |
| 1981   | Terzo posto      | 6                | 3                | 1                | 2                | 11               | 12               |
| 1983   | Terzo posto      | 7                | 5                | 1                | 1                | 17               | 10               |
| 1985   | Fase a gironi    | 4                | 1                | 2                | 1                | 5                | 3                |
| 1987   | Terzo posto      | 6                | 3                | 1                | 2                | 9                | 9                |
| 1988   | Terzo posto      | 8                | 6                | 0                | 2                | 13               | 5                |
| 1991   | Secondo posto    | 7                | 3                | 3                | 1                | 12               | 10               |
| 1992   | Squalificata     | Squalificata     | Squalificata     | Squalificata     | Squalificata     | Squalificata     | Squalificata     |
| 1995   | Secondo posto    | 7                | 5                | 1                | 1                | 10               | 3                |
| 1997   | Campione         | 9                | 5                | 3                | 1                | 18               | 7                |
| 1999   | Campione         | 9                | 8                | 0                | 1                | 21               | 3                |
| 2001   | Secondo posto    | 9                | 5                | 3                | 1                | 13               | 6                |
| 2003   | Campione         | 9                | 6                | 2                | 1                | 15               | 5                |
| 2005   | Terzo posto      | 9                | 5                | 4                | 0                | 19               | 4                |
| 2007   | Secondo posto    | 9                | 3                | 5                | 1                | 15               | 8                |
| 2009   | Fase a gironi    | 9                | 1                | 5                | 3                | 10               | 13               |
| 2011   | Terzo posto      | 9                | 6                | 1                | 2                | 15               | 9                |
| 2013   | Fase a gironi    | 4                | 1                | 1                | 2                | 6                | 7                |
| 2015   | Campione         | 9                | 7                | 1                | 1                | 24               | 7                |
| 2017   | Quarto posto     | 9                | 3                | 4                | 2                | 15               | 14               |
| 2019   | Secondo posto    | 9                | 5                | 1                | 3                | 10               | 6                |
| 2023   | Fase a gironi    | 4                | 1                | 0                | 3                | 3                | 6                |
| 2025   | Secondo posto    | 9                | 5                | 3                | 1                | 18               | 9                |
| Totale | 29/31            | 206              | 101              | 57               | 46               | 338              | 198              |

* I pareggi includono anche le partite finite ai calci di rigore

## Premi individuali
In supplemento alle vittorie della squadra alcuni giocatori argentini hanno vinto dei premi al mondiale under-20.
| Anno | Pallone d'Oro  | Scarpa d'Oro   |
| 1979 | Diego Maradona | Ramón Díaz     |
| 2001 | Javier Saviola | Javier Saviola |
| 2005 | Lionel Messi   | Lionel Messi   |
| 2007 | Sergio Agüero  | Sergio Agüero  |
| ---- | -------------- | -------------- |

## Tutte le rose

### Campionato mondiale di calcio Under-20
Campionato del mondo Under-20 19791 García, 2 Simón, 3 Alves, 4 Carabelli, 5 Sperandío, 6 Rossi, 7 Escudero, 8 Barbas, 9 Díaz, 10 Maradona, 11 Calderón, 12 Seria, 13 Rinaldi, 14 Piaggio, 15 Bachino, 16 Torres, 17 Mezza, 18 Lanao, CT: Menotti
Campionato del mondo Under-20 19811 Goycochea, 2 Giovagnoli, 3 Gordillo, 4 Alul, 5 Martino, 6 Paredes, 7 Comas, 8 Burruchaga, 9 Borrelli, 10 Morresi, 11 Mendoza, 12 Genaro, 13 Clausen, 14 Palermo, 15 Tapia, 16 Urruti, 17 García, 18 Cecchi, CT: Saporiti
Campionato del mondo Under-20 19831 Islas, 2 Borelli, 3 Olivera, 4 Basualdo, 5 Dossantos, 6 Theiler, 7 García, 8 Vanemerak, 9 Gabrich, 10 Zárate, 11 Dertycia, 12 Prono, 13 Moreno, 14 Graciani, 15 Solaberrieta, 16 Dezotti, 17 Acosta, 18 Gaona, CT: Pachamé
Campionato del mondo Under-20 19891 Bonano, 2 Aguilar, 3 Batista, 4 Biazotti, 5 Boggio, 6 Carracedo, 7 Gallego, 8 Gamboa, 9 Gastaldi, 10 Masat, 11 Mohamed, 12 Cristante, 13 Ruidiaz, 14 Scotto, 15 Stachiotti, 16 Simeone, 17 Ubaldi, 18 Úbeda, CT: Pachamé
Campionato del mondo Under-20 19911 Regulés, 2 Pochettino, 3 Cocca, 4 Distéfano, 5 Bellino, 6 Pellegrino, 7 Delgado, 8 Marini, 9 Esnáider, 10 Paz, 11 Molina, 12 Díaz, 13 Bazán, 14 Loza, 15 Mogrovejo, 16 Paris, 17 Morales, 18 Bassedas, CT: Merlo
Campionato del mondo Under-20 19951 Irigoytia, 2 Pena, 3 Domínguez, 4 Lombardi, 5 Juan, 6 Sorín, 7 Guerrero, 8 Larrosa, 9 Arangio, 10 Ibagaza, 11 Biagini, 12 Pezzutti, 13 Crosa, 14 Díaz, 15 Garrone, 16 Bayón, 17 Coyette, 18 Chaparro, CT: Pekerman
Campionato del mondo Under-20 19971 Franco, 2 Cufré, 3 Samuel, 4 Serrizuela, 5 Cambiasso, 6 Markic, 7 Quintana, 8 Riquelme, 9 Romeo, 10 Aimar, 11 Rodríguez, 12 Muñoz, 13 Cubero, 14 Placente, 15 Perezlindo, 16 Diez, 17 Romero, 18 Scaloni, CT: Pekerman
Campionato del mondo Under-20 19991 Costanzo, 2 Roldán, 3 Milito, 4 Fernández, 5 Cambiasso, 6 Crosa, 7 Galletti, 8 Duscher, 9 Peralta, 10 Montenegro, 11 Rivarola, 12 Saja, 13 Villarreal, 14 Grabinski, 15 Zubeldía, 16 Farías, 17 Flores Coronel, 18 Insúa, CT: Pekerman
Campionato del mondo Under-20 20011 Lux, 2 Burdisso, 3 Arca, 4 Cetto, 5 Medina, 6 Coloccini, 7 Saviola, 8 Ahumada, 9 Herrera, 10 Romagnoli, 11 Rodríguez, 12 Seltzer, 13 Colotto, 14 Ponzio, 15 D'Alessandro, 16 Rosales, 17 Domínguez, 18 Caballero, 19 Bueno, CT: Pekerman
Campionato del mondo Under-20 20031 Eberto, 2 Rodríguez, 3 Ferreyra, 4 Romero, 5 Mascherano, 6 Fernández, 7 Zabaleta, 8 Colace, 9 Cavenaghi, 10 Tévez, 11 Carrusca, 12 M. Barbosa, 13 J. Barbosa, 14 Bottinelli, 15 García, 16 Cardozo, 17 Sosa, 18 Montillo, 19 Herrera, 20 Cángele, CT: Tocalli
Campionato del mondo Under-20 20051 Ustari, 2 Cabral, 3 Formica, 4 Barroso, 5 Torres, 6 Paletta, 7 Biglia, 8 Zabaleta, 9 Vitti, 10 Pérez, 11 Armenteros, 12 Champagne, 13 Garay, 14 Abraham, 15 Archubi, 16 Cardozo, 17 Gago, 18 Messi, 19 Agüero, 20 Oberman, 21 Navarro, CT: Ferraro
Campionato del mondo Under-20 20071 Romero, 2 Fazio, 3 Insúa, 4 Mercado, 5 Banega, 6 Cahais, 7 Yacob, 8 Sánchez, 9 Zárate, 10 Agüero, 11 Escudero, 12 García, 13 Voboril, 14 Sigali, 15 Cabral, 16 Gómez, 17 Morález, 18 Di María, 19 Piatti, 20 Acosta, 21 Centeno, CT: Tocalli
Campionato del mondo Under-20 20111 Andrada, 2 Pezzella, 3 Tagliafico, 4 Nervo, 5 Cirigliano, 6 Galeano, 7 Laba, 8 Pereyra, 9 Ferreyra, 10 Lamela, 11 Iturbe, 12 Rey, 13 Kruspzky, 14 A. Martínez, 15 Ruiz, 16 Villafáñez, 17 Battaglia, 18 González, 19 Vuletich, 20 Luque, 21 E. Martínez, CT: Perazzo
Campionato del mondo Under-20 20151 Batalla, 2 Mammana, 3 Suárez, 4 Tripichio, 5 Cubas, 6 Casasola, 7 Espinoza, 8 L. Rolón, 9 Simeone, 10 Martínez, 11 Correa, 12 Devecchi, 13 Rossi, 14 Pavón, 15 M. Rolón, 16 Ibáñez, 17 Romero, 18 Driussi, 19 Buendía, 20 Monteseirín, 21 Moreira, CT: Grondona
Campionato del mondo Under-20 20171 Petroli, 2 Foyth, 3 Valenzuela, 4 Montiel, 5 Ascacíbar, 6 Senesi, 7 Torres, 8 Palacios, 9 La. Martínez, 10 Conechny, 11 Mansilla, 12 Roffo, 13 Mosevich, 14 Li. Martínez, 15 Colombatto, 16 Rodríguez, 17 Belmonte, 18 Ponce, 19 Zaracho, 20 Méndez, 21 Miño, CT: Úbeda
Campionato del mondo Under-20 20191 Roffo, 2 Pérez, 3 Ortega, 4 Mura, 5 Sosa, 6 Centurión, 7 Álvarez, 8 Almendra, 9 Gaich, 10 Maroni, 11 Moreno, 12 Pourtau, 13 Weigandt, 14 Medina, 15 Vera, 16 Urzi, 17 Chancalay, 18 Ferreira, 19 de la Vega, 20 Barco, 21 Blázquez, CT: Batista
Campionato del mondo Under-20 20231 Gomes Gerth, 2 Di Lollo, 3 Barco, 4 Giay, 5 Redondo, 6 Gómez, 7 Gauto, 8 Perrone, 9 Véliz, 10 Carboni, 11 Soulé, 12 Lavagnino, 13 Avilés, 14 Tanlongo, 15 Vega, 16 Romero, 17 Cláa, 18 Aguirre, 19 Infantino, 20 Miramón, 21 Maestro Puch, CT: Mascherano

### Campionato sudamericano di calcio Under-20
Campionato sudamericano Under-20 1997P Franco, P Muñoz, D Cufré, D Loeschbor, D Placente, D Román, D Samuel, D Serrizuela, C Aimar, C Calvo, C Cambiasso, C Duscher, C Markic, C Peralta, C Rodríguez, C Riquelme, A Gerk, A Perezlindo, A Quintana, A Romeo, CT: Pekerman
Campionato sudamericano Under-20 1999P Costanzo, P Saja, D Crosa, D Fernández, D Grabinski, D Milito, D Rivarola, C Aimar, C Cambiasso, C Castromán, C Duscher, C Franco, C Guillermo, C La Paglia, C Peralta, C Roldán, C Villarreal, A Farías, A Galletti, A Montenegro, CT: Pekerman
Campionato sudamericano Under-20 20011 Caballero, 2 Burdisso, 3 Arca, 4 de Muner, 5 Zubeldía, 6 Coloccini, 7 Giménez, 8 González, 9 Domínguez, 10 Santana, 11 Di Lorenzo, 12 Lux, 13 Giannunzio, 14 Calvo, 15 Rivero, 16 Lequi, 17 Rosales, 18 Pérez, 19 Óbolo, 20 Cetto, CT: Pekerman
Campionato sudamericano Under-20 2003P Eberto, P Molina, D Barbosa, D Charras, D García, D Rodríguez, D Pinola, D Romero, C Belluschi, C Carrusca, C Colace, C Gutiérrez, C Mascherano, C Pérez, C Rivas, C Zabaleta, A Cavenaghi, A Maxi López, A Pisculichi, A Tévez, CT: Tocalli
Campionato sudamericano Under-20 20051 Champagne, 2 Formica, 3 Almerares, 4 Sosa, 5 Zabaleta, 6 Boselli, 7 Barroso, 8 Bravo, 9 Torres, 10 Zanotti, 11 Abraham, 12 Peirone, 13 Biglia, 14 Ustari, 15 Maidana, 16 Garay, 17 Cardozo, 18 Messi, 19 Barrientos, 20 Lavezzi, CT: Tocalli
Campionato sudamericano Under-20 20071 Romero, 2 Fazio, 3 Insúa, 4 Torrén, 5 Yacob, 6 Cahais, 7 Sánchez, 8 Banega, 9 Abán, 10 Morález, 11 Mouche, 12 Centeno, 13 García, 14 Mercado, 15 Morales, 16 Di Santo, 17 Gómez, 18 Sosa, 19 Di María, 20 Acosta, CT: Tocalli
Campionato sudamericano Under-20 20091 Ojeda, 2 Tobio, 3 Insúa, 4 Meza, 5 Benavídez, 6 F. Fernández, 7 Salvio, 8 Zuculini, 9 Neira, 10 Lizio, 11 Cristaldo, 12 Rodríguez, 13 J. Fernández, 14 Oliva, 15 Ríos, 16 Benítez, 17 Gaitán, 18 Velázquez, 19 Bella, 20 Romero, CT: Batista
Campionato sudamericano Under-20 20111 Andrada, 2 Pezzella, 3 Tagliafico, 4 Nervo, 5 Zuculini, 6 Galeano, 7 Iturbe, 8 Cirigliano, 9 Funes Mori, 10 Hoyos, 11 Araujo, 12 Rey, 13 González, 14 Mosca, 15 Martínez, 16 Battaglia, 17 Cardozo, 18 Rodríguez, 19 Ferreyra, 20 Díaz, CT: Perazzo
Campionato sudamericano Under-20 20131 Benítez, 2 Magallán, 3 C. Ruiz, 4 Aguirre, 5 Kranevitter, 6 Valle, 7 Iturbe, 8 Romero, 9 Vietto, 10 A. Ruiz, 11 Centurión, 12 Mehring, 13 Giannetti, 14 Rodríguez, 15 Allione, 16 Fernández, 17 Lanzini, 18 Cartabia, 19 Cavallaro, 20 Melano, 21 Medaglia, 22 Musso, CT: Trobbiani
Campionato sudamericano Under-20 20151 Batalla, 2 Mammana, 3 Cardozo, 4 Tripichio, 5 Bareiro, 6 Vega, 7 Espinoza, 8 L. Rolón, 9 Simeone, 10 Martínez, 11 Correa, 12 Devecchi, 13 Rossi, 14 Compagnucci, 15 Casasola, 16 Suárez, 17 Ibáñez, 18 Leszczuk, 19 Contreras, 20 Monteseirín, 21 Moreira, 22 Driussi, 23 M. Rolón, CT: Grondona
Campionato sudamericano Under-20 20171 Macagno, 2 Romero, 3 Valenzuela, 4 Molina, 5 Ascacíbar, 6 Li. Martínez, 7 Rodríguez, 8 Ojeda, 9 La. Martínez, 10 Barco, 11 Mansilla, 12 Cambeses, 13 Foyth, 14 Zalazar, 15 Moyano, 16 Chicco, 17 Belmonte, 18 Pereyra, 19 Zaracho, 20 Conechny, 21 Torres, 22 Miérez, 23 Petroli, CT: Úbeda
Campionato sudamericano Under-20 20191 Roffo, 2 Pérez, 3 Pereyra, 4 Mura, 5 de la Vega, 6 Balerdi, 7 Lo Celso, 8 López, 9 Colidio, 10 Maroni, 11 Moreno, 12 Morales, 13 Barquett, 14 Medina, 15 Vera, 16 Sosa, 17 Ortega, 18 Gaich, 19 Romero, 20 Almada, 21 Insaurralde, 22 Álvarez, 23 Pourtau, CT: Batista
Campionato sudamericano Under-20 20231 Gomes Gerth, 2 Di Lollo, 3 Aude, 4 Giay, 5 M. González, 6 Perrone, 7 J. Fernández, 8 Infantino, 9 Véliz, 10 Buonanotte, 11 Aguirre, 12 Herrera, 13 V. Gómez, 14 Génez, 15 Encinas, 16 Aguilar, 17 Ciccioli, 18 Marco, 19 Vallejo, 20 Paz, 21 Castro, 22 Maestro Puch, 23 F. Gómez, CT: Mascherano
Campionato sudamericano Under-20 20251 Barbi, 2 Giménez, 3 Soler, 4 Gorosito, 5 Gerez, 6 Villalba, 7 Carrizo, 8 Delgado, 9 Ruberto, 10 Echeverri, 11 Mastantuono, 12 Chávez, 13 Pierani, 14 Ramírez, 15 Perruzzi, 16 Obregón, 17 Acuña, 18 Rodríguez, 19 Andino, 20 Woiski, 21 Subiabre, 22 Hidalgo, 23 Martinet, CT: Placente

## Giochi panamericani
Giochi panamericani 2003P Eberto, P Navarro, D Barbosa, D Barzola, D Bottinelli, D Galarza, D García, D Gorostegui, D Sanchírico, C Aguirre, C Alonso, C Cabrera, C Colace, C Ferreyra, C Lázaro, A Cángele, A Maxi López, A Perrone, CT: Tojo